# Bagerhat Sadar
Pour les articles homonymes, voir Bagerhat.
Bagerhat Sadar est une upazila du Bangladesh dans le district de Bagerhat. En 2011, on y dénombrait 266 389 habitants.